# Frère Fiacre
Frère Fiacre de Sainte-Marguerite, de son nom de naissance Denis Antheaume (né à Marly-la-Ville le 21 février 1609 et mort le 16 février 1684), plus connu sous le nom de Frère Fiacre, est un religieux français de la congrégation des augustins déchaussés. 
Le Frère Fiacre est connu pour être lié à la naissance du roi Louis XIV. À la suite d'une vision, il est missionné par la reine Anne d'Autriche en 1637 pour effectuer trois neuvaines de prières afin de demander la naissance d'un fils. En février 1638, alors que la reine est enceinte, il est missionné par celle-ci pour se rendre au sanctuaire de Notre-Dame de Grâces à Cotignac et effectuer une neuvaine de messe afin « que la grossesse se passe bien ». Neuf mois après la fin des prières du religieux, le dauphin futur Louis XIV naît. La reine de France et le roi Louis XIII lui seront très reconnaissants et le chargeront personnellement de plusieurs missions et pèlerinages, à faire en leur nom.
Le frère Fiacre décède en février 1684, et son cœur est enterré sous l'autel de l'église Notre-Dame-de-Grâces de Cotignac, avec la permission du roi.

## Histoire
Denis Antheaume né à Marly-la-Ville le 21 février 1609. Il entre dans l'ordre des Augustins déchaux comme frère convers sous le nom de frère Fiacre de Sainte-Marguerite, plus connu sous le nom de frère Fiacre.

### Le frère et la naissance du roi Louis XIV
En 1637, après 23 ans de mariage, Louis XIII et Anne d'Autriche n'ont toujours pas d'enfant et le trône de France n'a pas d'héritier. Le 27 octobre 1637, le frère Fiacre a une intuition intérieure pendant qu'il prie : la reine Anne d'Autriche devait demander publiquement trois neuvaines de prières en l'honneur de la Vierge Marie trois neuvaines de rosaire adressées à la Sainte Vierge (une à Notre-Dame de Paris, une à Notre-Dame des Victoires, et la dernière à l'église Notre-Dame-de-Grâces de Cotignac), et qu'alors, un fils lui serait donné. 
Le frère Fiacre, rapporte que cette intuition est confirmée par une « apparition de la Vierge » le 3 novembre, alors qu'il est en train de prier dans la chapelle du couvent. La Vierge lui confirme que la reine aurait bien un fils si elle faisait exécuter ces prières. Comme « signe » de l'authenticité de sa vision, la Vierge lui déclare que dans l'église de Cotignac, il trouvera un tableau représentant la Vierge sous les mêmes traits que dans sa vision. Le lendemain, il en réfère à son supérieur, et un procès verbal est établi avec les déclarations du frère. Le cardinal de la Rochefoucauld est mandaté pour faire vérifier les dires du religieux et il écrit pour cela au gouverneur de Provence et au cardinal de Fréjus afin de faire vérifier la description minutieuse du tableau faite par ce religieux qui n'avait jamais quitté Paris,.
L'enquête se révélant positive, le religieux obtient un entretien avec le roi et la reine, qui, une fois informés, font réaliser ces trois neuvaines. Les neuvaines sont débutées le 8 novembre 1637 et se terminent le 5 décembre de la même année,. 

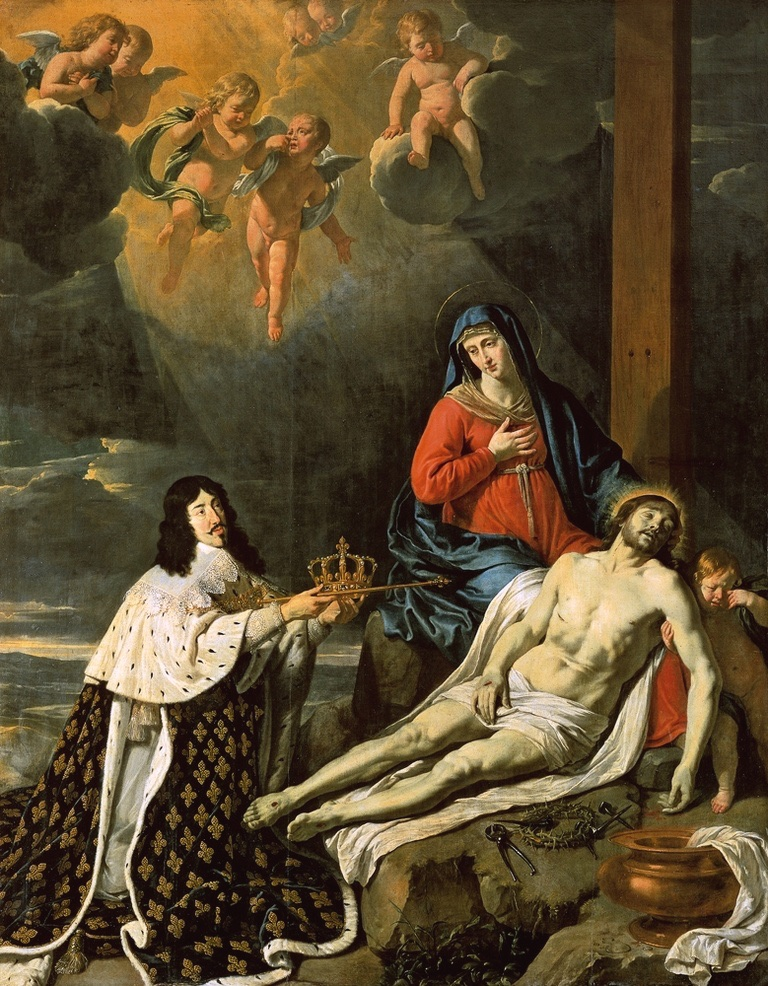
Le Vœu de Louis XIII, par Philippe de Champaigne (1638).

En janvier, la reine prend conscience qu'elle est enceinte. Le 7 février 1638, le roi et la reine reçoivent le frère Fiacre et le missionnent officiellement pour aller à Cotignac, faire en leur nom, une neuvaine de prière « pour que la grossesse et la naissance se passent bien ». Le pèlerinage du frère se fait accompagner du père Jean Chrysostome (sous-prieur du couvent parisien). 
Le frère Fiacre et son supérieur partent munis d'une lettre du roi demandant à tous ses lieutenants et officiers de venir en aide et porter assistance aux deux religieux, missionnés au nom du Roi. Ils arrivent à l'église Notre-Dame-de-Grâces de Cotignac « vers les fêtes de Pâques ». Une grande déception attend le frère qui ne retrouve pas le tableau qu'il avait « vu en songe » (derrière l'autel de l'église), mais une autre toile. Le sacristain lui révèle alors que le tableau avait été changé 15 jours plus tôt, et que l'ancienne toile était toujours dans la sacristie. Il s'y précipite et découvre bien la toile vue en songe quelques mois plus tôt.
Le 5 septembre 1638, Louis XIV naît à Saint-Germain-en-Laye, neuf mois précisément après la fin des trois neuvaines de prière,,. Alors que le frère Fiacre est en route pour Cotignac, le 10 février 1638, Louis XIII décide de consacrer le pays entier à Notre-Dame. C'est le fameux « Vœu de Louis XIII ».

### Le frère Fiacre et Louis XIV
En 1644, la reine, mère du jeune dauphin Louis, convoque le frère et lui demande de porter au sanctuaire de Cotignac, un grand tableau représentant le Vœu de Louis XIII, pour le déposer dans l'église, en remerciement à la Vierge. La reine lui confie également une lettre de mission destinée aux pères oratoriens, qui sont responsables du sanctuaire, expliquant la démarche et la mission de ce frère augustin. La reine demande également au frère d'effectuer des prières pour elle et des actions de grâces auprès de la Vierge, en son nom.
En 1654, le roi Louis XIV invite personnellement le frère Fiacre à son sacre. Mais celui-ci décline l'invitation.
En 1661, le roi Louis XIV confie au frère Fiacre la mission de porter au sanctuaire de Cotignac une copie de son contrat de mariage avec Marie-Thérèse d'Autriche et du traité des Pyrénées. L'ouvrage comporte un tableau du roi et de sa jeune épouse. Le frère arrive au sanctuaire le 20 avril 1661 pour remettre « à la Vierge », le présent royal.

### Décès et sépulture
Le 1er janvier 1684, « sentant sa fin prochaine », le frère rédige une lettre à l'attention du roi lui demandant l'autorisation de pouvoir faire déposer son cœur dans l'église de Cotignac, sous le marchepied de l'autel. Le frère Fiacre décède le 16 février 1684, cinq jours avant son soixante-quinzième anniversaire. Sa lettre est alors portée au roi Louis XIV qui déclare « Vous avez perdu un grand serviteur de Dieu ; je donnerai mes ordres pour qu'on porte son cœur à Notre-Dame de Grâces ». Le roi fait remettre aux religieux de son ordre une lettre les autorisant à porter le cœur du défunt frère au sanctuaire, selon son désir, ainsi qu'une bourse pour pourvoir aux frais de leur voyage.
Les pères Léon et Cirile, chargés de cette mission, arrivent à Cotignac le 7 mai 1684, portant dans un reliquaire d'étain, la boite de plomb avec le cœur du frère Fiacre. Après un temps de prière, la boite de plomb est enterrée sous le marchepied de l'autel,.

## Notoriété
Grâce à son rôle dans cette naissance royale, frère Fiacre fut introduit à la cour et devint le conseiller spirituel de plusieurs proches des souverains. Sa réputation permit aussi l'essor du couvent parisien des Augustins déchaussés, Notre-Dame-des-Victoires, pendant toute la seconde moitié du XVIIe siècle.
À Cotignac, après sa mort, le frère Fiacre fut « considéré comme un saint protecteur de la ville »,. En effet, de par l'action du frère Fiacre, le sanctuaire de Notre-Dame de Grâces « sera intimement lié à la monarchie française, jusqu'à la Révolution ».